# Polinomi ciclotòmic
En matemàtiques i més particularment en àlgebra, es diu polinomi ciclotòmic (del grec κυκλας «cercle» i τομη «tall») tot polinomi mínim d'una arrel de la unitat i amb coeficients en un cos primer. Un cos primer és un cos engendrat per la unitat de la multiplicació. Els polinomis així obtinguts són també els que apareixen en la descomposició dels polinomis {\displaystyle X^{n}-1} en producte de factors irreductibles.
Sobre el cos dels racionals un polinomi ciclotòmic té propietats fortes, és un polinomi amb coeficients enters, de grau igual a φ(n) si l'arrel considerada és una arrel primitiva n-èsima de la unitat, on φ designa la funció Fi d'Euler. Les arrels del polinomi ciclotòmic són totes les arrels primitives n-èsimes de la unitat.
En el context dels cossos de característica finita, cal referir-se a la teoria de Galois, on semblen essencials, ja que tot polinomi irreductible és un polinomi ciclotòmic (a excepció del monomi unitari de grau u).
D'una manera general, el cos de descomposició anomenat també extensió ciclotòmica associada és una extensió abeliana.
L'anàlisi d'aquests polinomis permet la resolució de nombrosos problemes. Històricament, la construcció dels polígons regulars amb regle i compàs és el que va dur al desenvolupament del concepte. Són àmpliament utilitzats en la teoria de Galois, per a la resolució d'equacions polinòmiques i la comprensió de l'estructura de les extensions abelianes. Són també al nucli de la criptografia per al disseny de codis correctors.

## Història

### Naixement del concepte

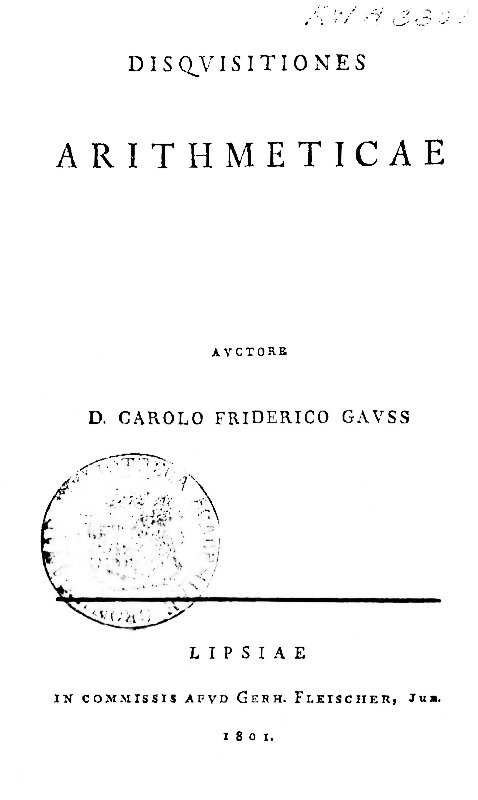
El tractat d'anàlisi dels polinomis ciclotòmics

Carl Friedrich Gauss (1777 –1855) utilitza en les seves Disquisitiones arithmeticae, aparegudes el 1801, els polinomis cilotòmics. Aporta una contribució principal a un problema obert des de l'Antiguitat: el de la construcció amb regle i compàs de polígons regulars. Aquests treballs serveixen de referència durant tot el segle. En aquest text, Gauss determina amb exactitud la llista dels polígons construïbles, i dona un mètode efectiu per a la seva construcció fins a 256 costats. La fi de la problemàtica és tractada per Pierre-Laurent Wantzel (1814 – 1848) en un article d'ara endavant cèlebre.
Aquest enfocament és innovador i, en molts aspectes, prefigura l'àlgebra moderna:
Un polinomi ja no apareix com un objecte en si sinó com un element d'un conjunt estructurat. Si bé la noció d'anell dels polinomis encara es formalitza, descobreix la seva estructura euclidiana la qual representa l'eina de base de l'anàlisi de Gauss.
La resolució efectiva de l'equació ciclotòmica el porta a considerar una estructura finita: la de les permutacions de les arrels. Se les anomena període de Gauss. Les seves propietats algebraiques permeten trobar la solució. Aquest enfocament prefigura la utilització de la teoria de grups en àlgebra i la teoria de Galois.
Apareixen noves estructures. La divisió euclidiana introdueix la noció de residu i el seu conjunt té propietats algebraiques fortes. Aquesta estructura es considera com un cas particular de cos finit si el divisor és un nombre primer. Gauss posa en evidència tals conjunts i fa servir el transport d'estructura per morfisme entre dos anells per mostrar el caràcter irreductible dels polinomis ciclotòmics. Al mateix llibre, fa servir aquestes mateixes estructures per resoldre un altre problema que havia presentat Fermat (1601 – 1685) i formalitzat Euler (1707 – 1783) el de la llei de reciprocitat quadràtica.
A partir d'aquí apareixen nombroses aplicacions. La utilització de la geometria no es limita a la construcció amb el regle i el compàs. El polinomi ciclotòmic d'índex quatre permet la construcció d'un nou conjunt de nombres algebraics el dels enters de Gauss. Neix una branca de la matemàtica: la teoria algebraica dels nombres, que simplifica la resolució d'equacions diofàntiques i permet resoldre'n de noves.

### Polinomi ciclotòmic i equació algebraica

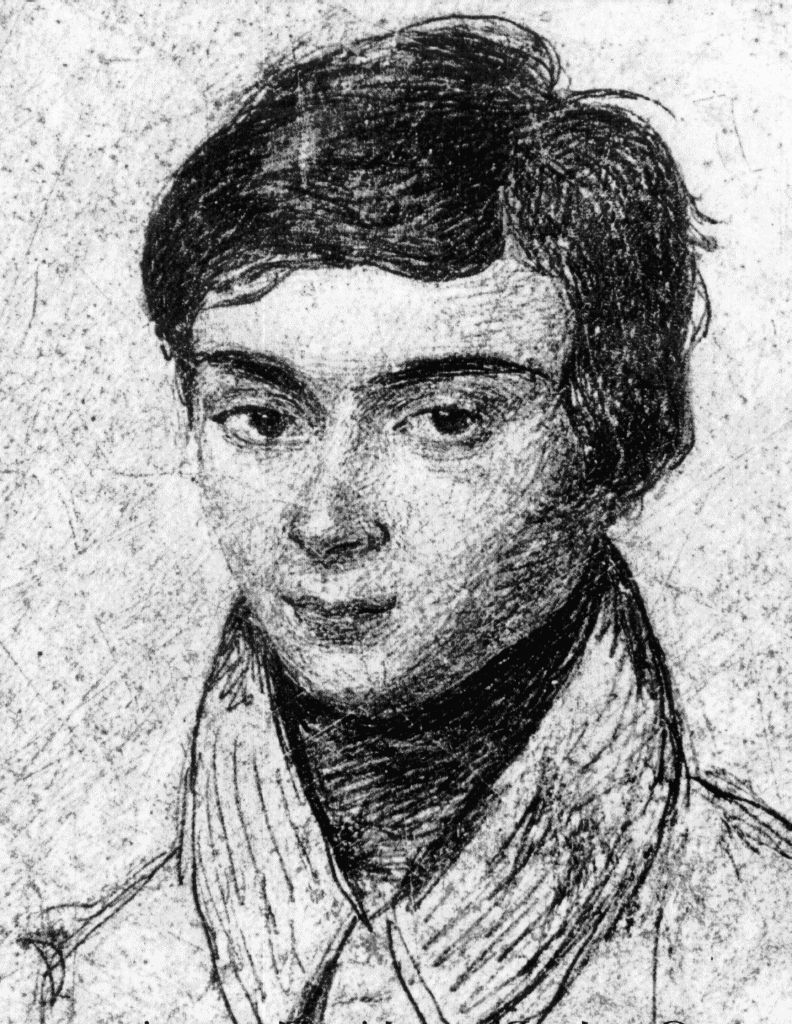
Évariste Galois

La cerca de solucions a l'equació polinòmica és un problema que es retrotrau als primers desenvolupaments sobre els polinomis pels matemàtics de llengua àrab. Se cita generalment Muhàmmad ibn Mussa al-Khwarazmí (783– 850) com a precursor amb la resolució de sis equacions canòniques, després Gerolamo Cardano (1501 – 1576) per a la resolució del cas de grau tres i Lodovico Ferrari (1522 – 1565) per al quart grau. El cas general va continuar sent durant molt de temps misteriós.
Joseph-Louis Lagrange (1736 –1813) comprèn que la resolució d'aquest problema general està íntimament vinculada a les propietats de les permutacions de les arrels. El cas particular dels polinomis ciclotòmics l'il·lustra. El grup de les bones permutacions, avui anomenat grup de Galois, és no només commutatiu sinó a més cíclic. Aquesta propietat, utilitzada a través del concepte dels períodes de Gauss, permet una resolució efectiva per a aquest cas particular.
Una anàlisi més profunda feta per Paolo Ruffini (1765 – 1822), Niels Henrik Abel (1802 – 1829) i sobretot per Evariste Galois (1811 – 1832) mostra que l'aspecte commutatiu del grup és de fet una condició suficient. Per ser precisos, la condició indica que el grup ha de ser descomponible en una successió de grups encaixats commutatius. La qüestió natural que es planteja llavors és de determinar les extensions del cos dels racionals dels quals el grup de Galois és commutatiu. Aquestes extensions s'anomenen extensions abelianes. L'estructura de cos associada al polinomi ciclotòmic, anomenada extensió ciclotòmica, n'és un exemple. Que sigui única significa que tota equació algebraica resoluble per radicals es redueix d'una manera o una altra a un polinomi ciclotòmic. La resposta és positiva: tota extensió abeliana del cos dels racionals és un subcos d'una extensió ciclotòmica. Aquest resultat ha necessitat gairebé mig segle d'esforç per poder ser demostrat. Els artesans principals foren Leopold Kronecker (1823 – 1891) i Heinrich Weber (1842 – 1913).
Si bé l'anàlisi de les extensions abelianes finites s'acaba amb el segle xix, deixa obert un ampli camp de qüestions, per exemple en aritmètica. Llavors sembla necessari de generalitzar la noció de cos ciclotòmic sobre les extensions infinites. La qüestió la planteja David Hilbert (1862 – 1943). Aquest eix d'investigació s'anomena la teoria dels cossos de classe. Aquesta teoria és una de les més fructuoses al segle xx. Es pot citar per exemple el teorema de reciprocitat d'Emil Artin (1898 – 1962) que resol el novè dels problemes de Hilbert, o més recentment, dos llorejats de la medalla Fields per als seus treballs sobre generalitzacions de la teoria: Volodímir Drínfeld el 1990 o Laurent Lafforgue el 2002.

### Cos finit
El desenvolupament de l'esbós de la teoria dels cossos finits iniciat per Gauss demana més temps. Al final del segle xix la teoria de grups fa aparèixer la necessitat de treballar sobre altres extensions a més de la dels nombres racionals. La representació dels groupes porta a Frobenius (1849 – 1917) a l'estudi dels cossos de característica finita. Són els cossos on la suma iterada de la unitat acaba sent igual a zero. Una anàlisi, amb l'ajuda de la teoria de Galois mostra que, en aquest context, la teoria dels cossos finits és essencial. Amb el seu coneixement n'hi ha prou per a la comprensió de l'estructura dels polinomis ciclotòmics en el cas de característica finita.
L'anàlisi d'aquests cossos es fa ràpid, sobretot gràcies a l'aportació de l'escola americana. Al començament del segle xx, els treballs de Leonard Dickson (1874- 1954) després de Joseph Wedderburn (1882- 1948) posen en evidència la seva estructura. Dickson publica el primer estudi sistemàtic i Wedderburn demostra el 1905 el seu teorema que estipula que tot cos finit és abelià. Els polinomis ciclotòmics són essencials, ja que formen el conjunt dels polinomis irreductibles (a excepció del monomi unitari de grau u: X). Sobre tots els cossos de característica finita, totes les extensions finites són ciclotòmiques.
Durant la segona meitat del segle xx un nou camp d'investigació utilitza els cossos finits, la criptografia. Si bé la seguretat d'un codi no requereix la utilització dels polinomis ciclotòmics, per altra banda la fiabilitat, és a dir la capacitat per corregir els errors utilitza els polinomis, es parla llavors de codi corrector. Aquest tipus de codi, per ser òptim, utilitza els cossos finits i els polinomis ciclotòmics. Es pot citar per exemple el codi de Hamming o en un cas més general els codis que permeten un control de redundància cíclica.

## Definició i exemples

### Definició
Sigui n un enter estrictament positiu llavors el polinomi ciclotòmic d'índex n és el polinomi mínim sobre un cos primer d'una arrel primitiva n-èsima de la unitat. Es nota en general {\displaystyle \Phi _{n}[X]}.
Un cos és dit que és primer si no conté cap subcòs diferent de {0} i ell mateix. És el més petit subcòs que conté 1 i totes les seves iteracions per l'addició. El cas més conegut és el dels nombres racionals.
En el cas dels racionals, si la successió finita (zk) descriu les arrels nèsimes primitives de la unitat al cos dels complexos i φ la funció Fi d'Euler, el polinomi {\displaystyle \Phi _{n}} ve donat per:
Observació: Una arrel nèsima de la unitat s'anomena primitiva si, per multiplicació per si mateixa, engendra totes les arrels nèsimes.
Els polinomis ciclotòmics són polinomis unitaris amb coeficients enters. A més, és possible aplicar a {\displaystyle \Phi _{n}} el morfisme d'anell de Z[X] en Z/pZ[X]. En particular, si p. és un nombre primer, Z/pZ és un cos finit. Tal enfocament es fa servir per demostrar el caràcter irreductible del polinomi precedent.
Es diu cos ciclotòmic o extensió ciclotòmica al més petit dels subcossos del cos dels nombres complexos que conté tots els nombres racionals i una arrel primitiva n-èsima de la unitat. En lloc de situar-se al cos dels complexos, s'haurien pogut considerar les arrels primitives n-èsimes de la unitat en qualsevol extensió (finita o infinita) del cos dels racionals en la qual almenys tal arrel primitiva existeix. tal extensió conté una còpia del cos ciclotòmic.
En el cas on el cos no és el dels racionals, llavors és de cardinal finit p i p és un nombre primer. Correspon a l'estructura Z/pZ i és notat Fp. La teoria de Galois assegura l'existència d'un cos que és el més petit de tots els cossos que contenen Fp i que conté també una arrel primitiva n-èsima de la unitat, se'n diu també extensió ciclotòmica. A més, tot cos de característica p. (és a dir que conté Fp) i una arrel primitiva n-èsima de la unitat conté una còpia de l'extensió ciclotòmica.
Observació: Les propietats associades a la definició es demostren a continuació en aquest article. 

### Primers polinomis ciclotòmics
Els primers polinomis ciclotòmics en el cas dels nombres racionals són:
{\displaystyle \Phi _{1}[X]=X-1\,} 

{\displaystyle \Phi _{2}[X]=X+1\,} 

{\displaystyle \Phi _{3}[X]=X^{2}+X+1\,} 

{\displaystyle \Phi _{4}[X]=X^{2}+1\,} 

{\displaystyle \Phi _{5}[X]=X^{4}+X^{3}+X^{2}+X+1\,} 

{\displaystyle \Phi _{6}[X]=X^{2}-X+1\,} 

{\displaystyle \Phi _{7}[X]=X^{6}+X^{5}+X^{4}+X^{3}+X^{2}+X+1\,}
Contràriament a les aparences, no tots els coeficients dels polinomis ciclotòmics són 1, -1 o 0; el primer polinomi ciclotòmic per al qual un apareix un coeficient diferent de 0, 1, -1 és Φ105. 105 = 3×5×7 és el primer nombre natural que és producte de tres nombres primeres senars.
En efecte:
{\displaystyle {\begin{array}{ll}\Phi _{105}[X]=&X^{48}+X^{47}+X^{46}-X^{43}-X^{42}-2X^{41}-X^{40}-X^{39}+X^{36}+X^{35}+X^{34}+X^{33}+X^{32}+X^{31}-X^{28}-X^{26}\\&-X^{24}-X^{22}-X^{20}+X^{17}+X^{16}+X^{15}+X^{14}+X^{13}+X^{12}-X^{9}-X^{8}-2X^{7}-X^{6}-X^{5}+X^{2}+X+1\end{array}}}
En el cas de característica finita, els polinomis precedents no són sempre irreductibles. Es pot considerar el cos de dos elements {0,1} notat F₂. Posseeix les taules d'operacions següents:
| + | 0 | 1 |
| 0 | 0 | 1 |
| 1 | 1 | 0 |

| . | 0 | 1 |
| 0 | 0 | 0 |
| 1 | 0 | 1 |

El polinomi amb coeficient a Z φ₇[X] té per imatge pel morfisme canònic en F₂[X] (que als coeficients parells els associa 0 i als senars 1) un polinomi que té les arrels setens primitives de la unitat, però aquest polinomi no és irreductible, en efecte:
En {\displaystyle \quad \mathbb {F} _{2}[X]:\quad X^{6}+X^{5}+X^{4}+X^{3}+X^{2}+X+1=(X^{3}+X^{2}+1)(X^{3}+X+1)\;}
Al paràgraf Polinomi irreductible de l'article sobre els cossos finits es donen altres exemples.

## Propietats notables

### Cas dels cos de nombres racionals
Sense fer servir les eines sofisticades que representa la teoria de Galois, és possible demostrar propietats fortes sobre els polinomis ciclotòmics. Són les que es presenten en aquest paràgraf. Varen ser demostrades totes per Gauss al seu tractat de 1801.
La definició inicial de polinomi ciclotòmic {\displaystyle \Phi _{n}[X]} és, amb les notacions de la definició:
Es verifiquen les següents propietats:
- El polinomi Xn-1 es factoritza com segueix, on el producte s'estén sobre el conjunt dels naturals que divideixen n:

La identitat sobre els graus dona de forma immediata:
Aquesta identitat també es pot obtenir per consideracions sobre les funcions multiplicatives o per un raonament directe de recompte dels elements de l'anell Z/n Z (llegiu Funció Fi d'Euler).
- Si p és un nombre primer, llavors totes les arrels p-èsimes de la unitat excepte 1 són arrels primitives p-èsimes primitives de la unitat, es verifica la igualtat.

- Un polinomi ciclotòmic no té més que coeficients enters i el seu monomi dominant té un coeficient igual a u.
- Un polinomi ciclotòmic és irreductible en l'àlgebra dels polinomis amb coeficients racionals i en l'àlgebra dels polinomis amb coeficients enters.

La figura de dreta il·lustra aquestes propietats. El grup de les arrels d'ordre sis queda descrit per quatre polinomis ciclotòmics, dues arrels associades a polinomis de grau u: u i dos, i quatre de grau dos amb els dos valors tercers i els dos valors sisens.

### Cas de característica finita

#### Cos de descomposició
Sigui p la característica del cos primer, aquest cos és, segons l'aritmètica modular, isomorf a Z/p.Z. Es pot considerar dins d'aquest cos un polinomi del tipus Xn - 1, per exemple en F₂[X] el polinomi X3 - 1. En el cas de Q, existeix una extensió de cos, el cos dels nombres complexos, que conté les arrels del polinomi. La teoria de Galois, amb l'ajuda de les extensions algebraiques permet trobar una extensió en la qual el polinomi és descomponible, és a dir que l'extensió conté totes les seves arrels. Tal cos s'anomena cos de descomposició. En l'exemple citat, el cos és el que en general es nota com F₄ que conté quatre elements. La seva taula és la següent:
| +   | 0   | 1   | t   | 1+t |
| 0   | 0   | 1   | t   | 1+t |
| 1   | 1   | 0   | 1+t | t   |
| t   | t   | 1+t | 0   | 1   |
| 1+t | 1+t | t   | 1   | 0   |

| .   | 0 | 1   | t   | 1+t |
| 0   | 0 | 0   | 0   | 0   |
| 1   | 0 | 1   | t   | 1+t |
| t   | 0 | t   | 1+t | 1   |
| 1+t | 0 | 1+t | 1   | t   |

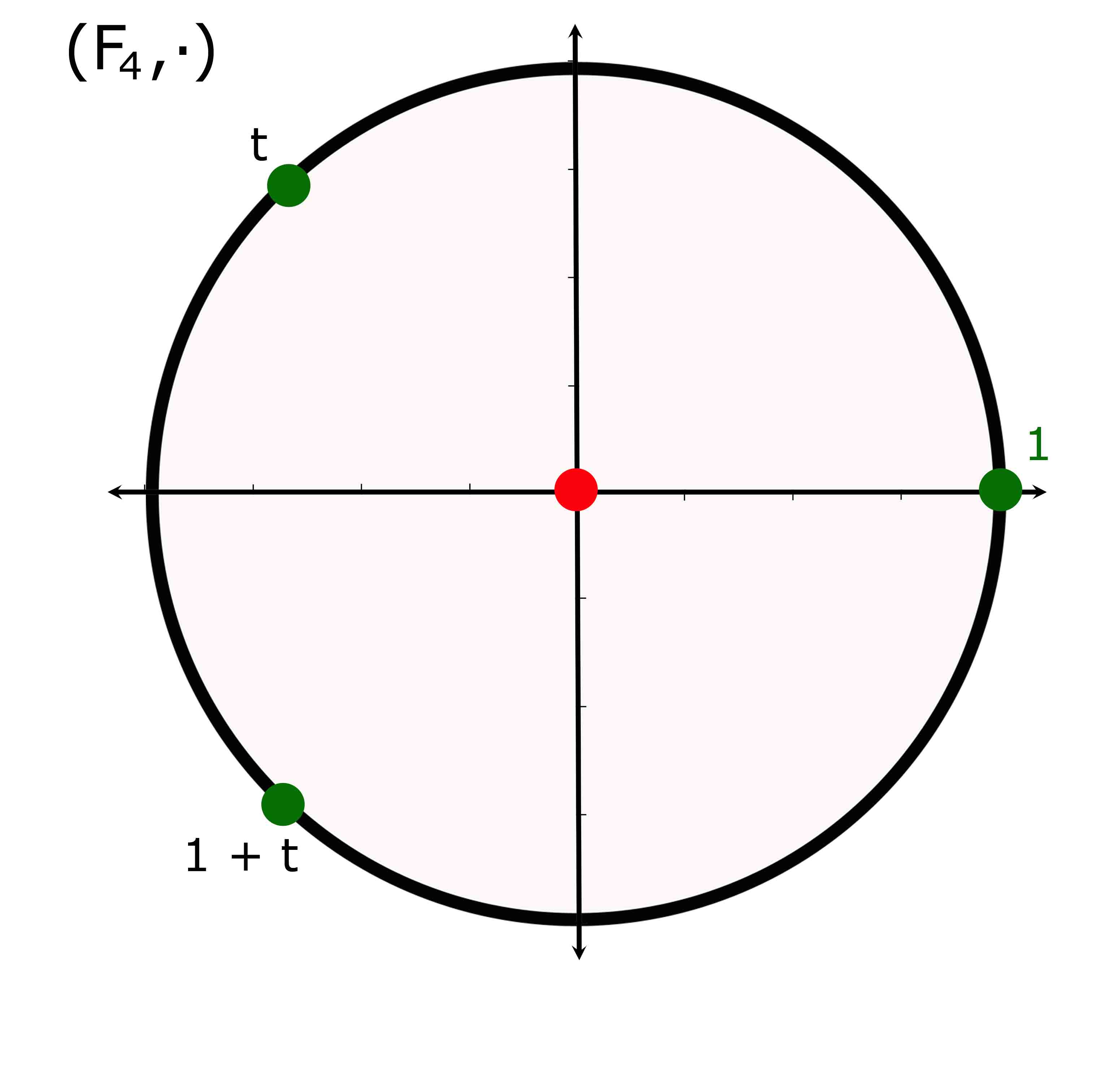
Il·lustració gràfica del grup multiplicatiu F₄

En aquest cos, t i 1 + t són les dues arrels suplementàries del polinomi X3 - 1. L'estudi de les extensions algebraiques mostra que tot cos que conté les arrels d'un polinomi conté un subcos isomorf a F₄. En conseqüència tot cos de característica dos que conté les arrels té una còpia exacta de F₄. Les solucions trobades i el seu comportament algebraic són doncs sempre els mateixos. Aquest resultat és general a tota extensió finita i, per tant, a tot polinomi ciclotòmic.
La teoria dels cossos finits permet anar més lluny. Només les extensions d'un cos primer Fp són una extensió de cardinal una potència de p i existeix una i només una extensió de cardinal pm on m és un enter estrictament positiu. A més, el grup multiplicatiu de tal extensió és un grup cíclic de cardinal pn - 1 (0 no és element del grup multiplicatiu, ja que no té invers). La figura de la dreta l'il·lustra el cas de F₄, tot element diferent de 0 apareix com una arrel de la unitat. La multiplicació s'ha representat gràficament com es fa per al cos dels complexos. En canvi, l'addició no s'ha representat.

#### Automorfisme de Frobenius
En el cas d'un cos finit de característica p i de cardinal pd existeix un automorfisme digne d'interès: l'automorfisme de Frobenius. A cada element x del cos li associa xp. Aquest automorfisme és un generador del grup de Galois i la seva d-èsima potència és igual a la identitat. Per aquesta raó i en aquest context s'anomena sovint al grup de Galois grup de Frobenius. Aquesta igualtat es tradueix en terme polinòmic per:
I tot element del cos diferent de zero és una arrel de la unitat. Un polinomi irreductible diferent de X (que admeti per arrel zero) és un polinomi ciclotòmic. La determinació dels polinomis ciclotòmics correspon doncs a una classificació dels polinomis irreductibles. Se'n dedueix la proposició següent:
- Tot element no nul d'un cos finit és una arrel de la unitat i tot polinomi irreductible diferent de X és un polinomi ciclotòmic.

Sigui z1 una arrel primitiva n-èsima de la unitat. La teoria de Galois demostra que el seu polinomi mínim admet per arrels les imatges de z1 pel grup de Frobenius, ja que un cos finit és una extensió de Galois del cos primer. El que es tradueix en termes matemàtics
- El conjunt de les arrels del polinomi ciclotòmic de z1 és l'òrbita de z1 per l'acció del grup de Frobenius notada Orb (z1). La fórmula del polinomi és la següent:

La imatge per un automorfisme d'una arrel n-èsima primitiva de la unitat és una arrel primitiva n-èsima de la unitat, i:
- Un polinomi ciclotòmic d'index n divideix la imatge del polinomi ciclotòmic amb coeficients enters pel morfisme canònic de Z[X] en Fp[X].

Manca saber si els dos polinomis són iguals, és a dir si l'òrbita de z1 conté totes les arrels primitives n-èsimes de la unitat. L'exemple donat sobre F₂ mostra que no és pas sempre el cas. La teoria de Galois permet afirmar que el grau del polinomi ciclotòmic de z1 és la dimensió δ del cos de descomposició, considerat com un espai vectorial sobre el cos primitiu. El cos de descomposició és un conjunt de cardinal pδ. El seu grup multiplicatiu és un grup cíclic d'ordre pδ -1. L'anàlisi dels grups cíclics mostra que aquest grup conté les arrels n-èsimes de la unitat si i només si el seu cardinal és un múltiple de n. En conseqüència δ és igual a l'ordre multiplicatiu de p mòdul n, és a dir el més petit enter δ tal que pδ-1 sigui un múltiple de n.
- Un polinomi ciclotòmic d'índex n sobre Fp és de grau l'ordre multiplicatiu de p mòdul n.

El teorema d'Euler diu que:
Tanmateix, l'ordre multiplicatiu de p mòdul n és igual a φ(n) si i només si n - 1 no és un múltiple de p. En l'exemple precedent, p és igual a 2, n a set, φ(n) igual a sis, un múltiple de p. El teorema d'Euler es verifica, ja que seixanta-quatre és congruent amb 1 mòdul set, però l'ordre multiplicatiu és igual a tres, ja que vuit és congruent amb 1 mòdul set.
- Si δ designa l'ordre multiplicatiu de p mòdul n, existeixen φ(n)/δ polinomis ciclotòmics d'index n sobre Fp. El seu grau és igual a δ i el seu producte és la imatge del polinomi ciclotòmic d'index n amb coeficients a Z pel morfisme canònic de Z[X] en Fp[X].

Es donen exemples a l'article cos finit.

## Extensió ciclòmica
L'extensió ciclotòmica és per definició el cos de ruptura d'un polinomi ciclotòmic, és a dir el cos més petit que contingui una arrel primitiva n-èsima d'un polinomi ciclotòmic. (Cal recordar que un cos de ruptura d'un polinomi és una extensió de cos que permet una factorització d'aquest polinomi.) Té propietats fortes, que són l'origen de nombroses aplicacions:
- L'extensió ciclotòmica és un espai vectorial sobre el cos dels nombres racionals de dimensió φ(n).

Aquesta propietat és general als cossos de ruptura. La demostració és a l'article extensió algebraica.
- L'extensió ciclotòmica és també el cos de descomposició del polinomi. És doncs una extensió de Galois.

Això significa que el cos més petit que contingui una arrel del polinomi conté també totes les arrels del polinomi. Dir que aquest cos és una extensió de Galois significa dues coses: d'una part, els polinomis mínims d'aquest cos no tenen arrels múltiples (el que és sempre cert per a les extensions sobre els nombres racionals); i d'altra banda, tots els morfismes d'aquest cos en els nombres complexos tenen per imatge el cos mateix. Són doncs automorfismes. Formen una estructura de grup anomenat grup de Galois. La teoria de Galois indica que és la bona estructura per cercar una expressió de les arrels per radicals.
- L'extensió ciclotómica és abeliana.

Això vol dir que el grup de Galois és commutatiu (o abelià). L'equació polinòmica ciclotòmica és llavors resoluble per radicals. En altres paraules, les solucions s'expressen amb l'ajuda només de les quatre operacions (sumar, sostreure, dividir i multiplicar) i de les arrels p-èsimes aplicades un nombre finit de vegades sobre nombres racionals i la unitat dels nombres imaginaris pura i. Aquest resultat es coneix amb el nom de teorema d'Abel. Així és possible per exemple de resoldre per radicals l'equació ciclotòmica que dona l'arrel dissetena de la unitat. És una condició necessària per a la resolució de la construcció amb regle i compàs del polígon regular a disset de costats (vegeu més avall).
- L'extensió ciclotòmica és una torre d'extensió quadràtica si i només si n és de la forma següent:

On els Fi són els nombres primers de Fermat diferents.
Aquest resultat també es coneix amb el nom de Teorema de Gauss-Wantzel. Una torre d'extensió quadràtica és un cos tal que per a cada element x del cos, existeix una successió de subcossos K0, K1, ..., Kp amb K0 igual al cos de base, aquí el dels racionals, tal que Kp conté x, i, per a tot i entre 1 i p, Ki conté Ki - 1 i és un espai vectorial de dimensió 2 sobre Ki - 1.
Dir que Ki conté Ki - 1 i és un espai vectorial de dimensió 2 sobre Ki - 1 només vol dir que tot element de Ki s'expressa com la suma d'un nombre de Ki - 1 i d'una arrel quadrada d'un nombre de Ki - 1. En particular, tot element de Ki s'expressa com a arrel d'un polinomi de grau 2 sobre Ki-1. Aquesta propietat es demostra a l'article Extensió quadràtica.
Ara bé l'article sobre els nombres construïbles ensenya que un punt és construïble si i només si verifica aquesta propietat. Aquesta propietat permet doncs determinar la llista dels polígons construïbles i assegura que ho són efectivament.
Ara bé l'article sobre els nombres construïbles s'explica que un punt és construïble si i només si verifica aquesta propietat. Aquesta propietat permet doncs determinar la llista dels polígons construïbles i assegura que ho són efectivament.
Un nombre primer de Fermat és un nombre primer de la forma {\displaystyle 2^{2^{k}}+1\,} on k és un enter. Els nombres primers de Fermat coneguts són 3, 5, 17, 257 i 65.537.

## Aplicacions

### Teorema de Wedderburn

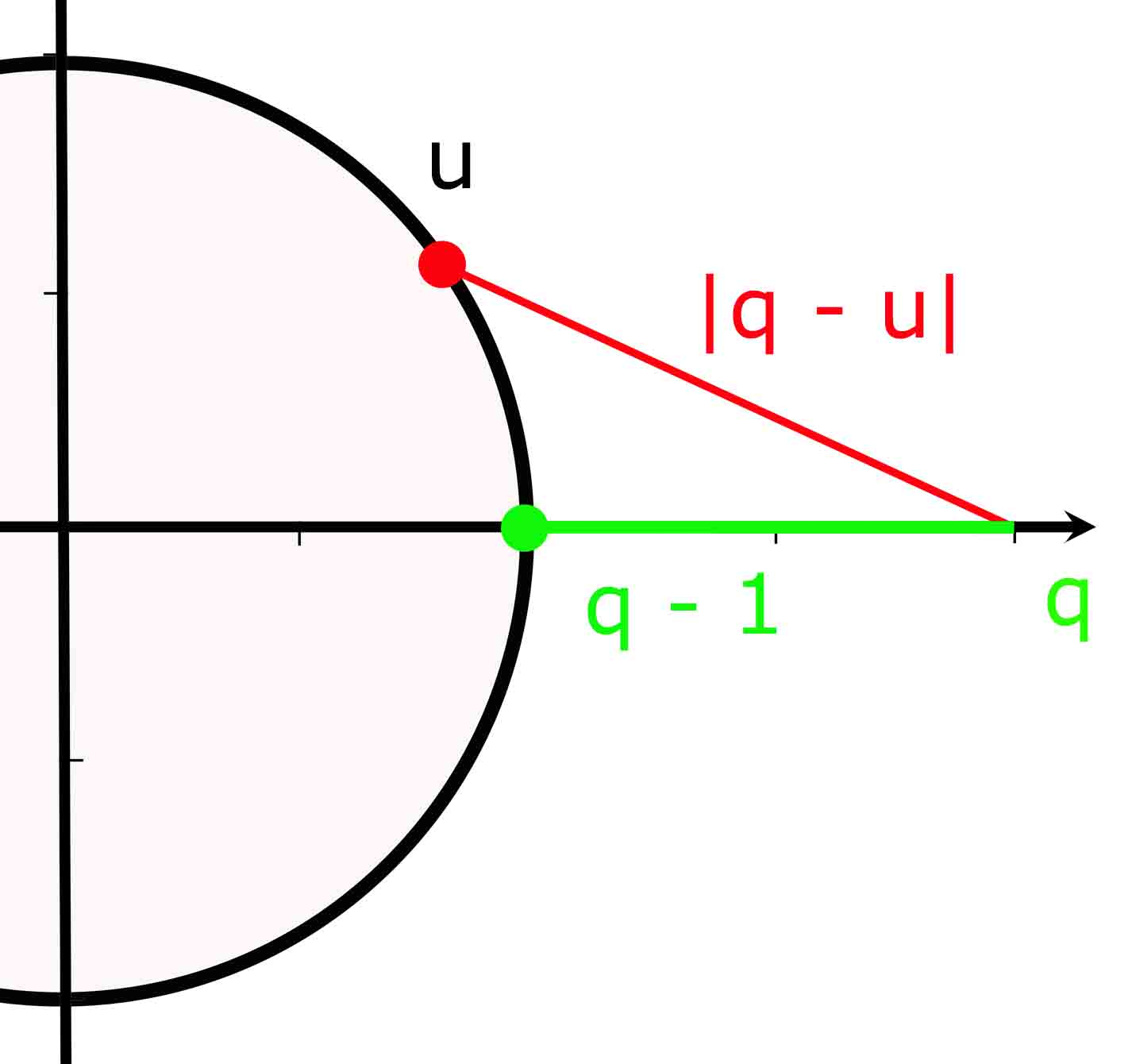
Il·lustració del teorema de Wedderburn

El teorema de Wedderburn afirma que tot cos finit K és necessàriament commutatiu. La demostració usual és relativament curiosa. Primer de tot el polinomi ciclotòmic utilitzat és el de característica zero i no el del cos. Llavors, el seu paper és el d'un recompte. El raonament és per reducció a l'absurd, als cardinals de les classes conjugades se'ls ordena per obtenir el cardinal del grup multiplicatiu del cos. Aquesta igualtat s'expressa per una expressió del tipus:
El valor q és el del centre del grup multiplicatiu de K més 1 corresponent al punt zero, F[X] és un polinomi amb coeficients enters. El que implica que F[q] és un valor enter. La finalització de la demostració deixa el recompte per a esdevenir geomètric. Si la igualtat precedent, és verdadera, llavors existeix una arrel primitiva n-èsima de la unitat u que verifica la fita següent:
Com a q - 1 és el cardinal del centre del grup commutatiu q és almenys igual a 2. La figura de la dreta demostra la impossibilitat. La demostració detallada és donada a l'article associat.

### Polígon construïble

#### Cas del pentàgon

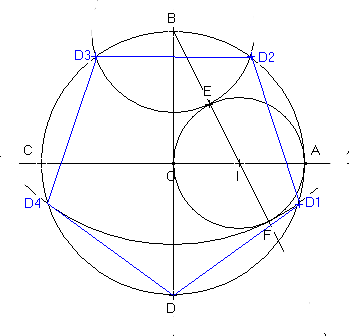
Construcció d'un pentàgon

Si bé la teoria de Galois pren un aspecte una mica abstracte, dona no obstant això un mètode de resolució efectiva de l'equació ciclotòmica i en conseqüència proposa un mode de construcció amb regle i compàs dels polígons construïbles (vegeu l'article nombre construïble). Estudiem el pentàgon a cinc costats.
Amb una isometria directa en el pla euclidià, els vèrtexs del pentàgon regular són exactament les cinc arrels cinquens de la unitat. Per identificació, són, tret d'1, les arrels del cinquè polinomi ciclotòmic, sigui doncs:
.
Si bé l'equació corresponent és un polinomi del quart grau, és no obstant això resoluble amb una quantitat de càlcul factible. El cos de descomposició, notat tradicionalment F₅, és (per oblit d'estructura) un espai vectorial racional de dimensió quatre. El seu grup de Galois G és el grup cíclic d'ordre quatre. Admet doncs un generador notat aquí m i un subgrup no trivial H, que conté dos elements, la identitat i m². L'aplicació que a tot element de l'extensió li associa el seu conjugat és un automorfisme que deixa F₅ estable, Q invariant i és d'ordre dos; en conseqüència m² és precisament l'aplicació conjugada. L'objectiu és doncs de trobar el subcos de F₅ de dimensió dos sobre Q, tal que l'aplicació conjugada el deixa estable. Un joc de permutació de les arrels permet llavors portar la resolució de l'equació a tres equacions senzilles de segon grau.
Llavors és relativament senzill obtenir una construcció amb regle i compàs. Sobre la figura il·lustrativa, és per exemple immediat fixar-se que la longitud del segment BI és el quart de l'arrel quadrada de cinc, el radical de la primera extensió.

#### Cas de l'heptadecàgon

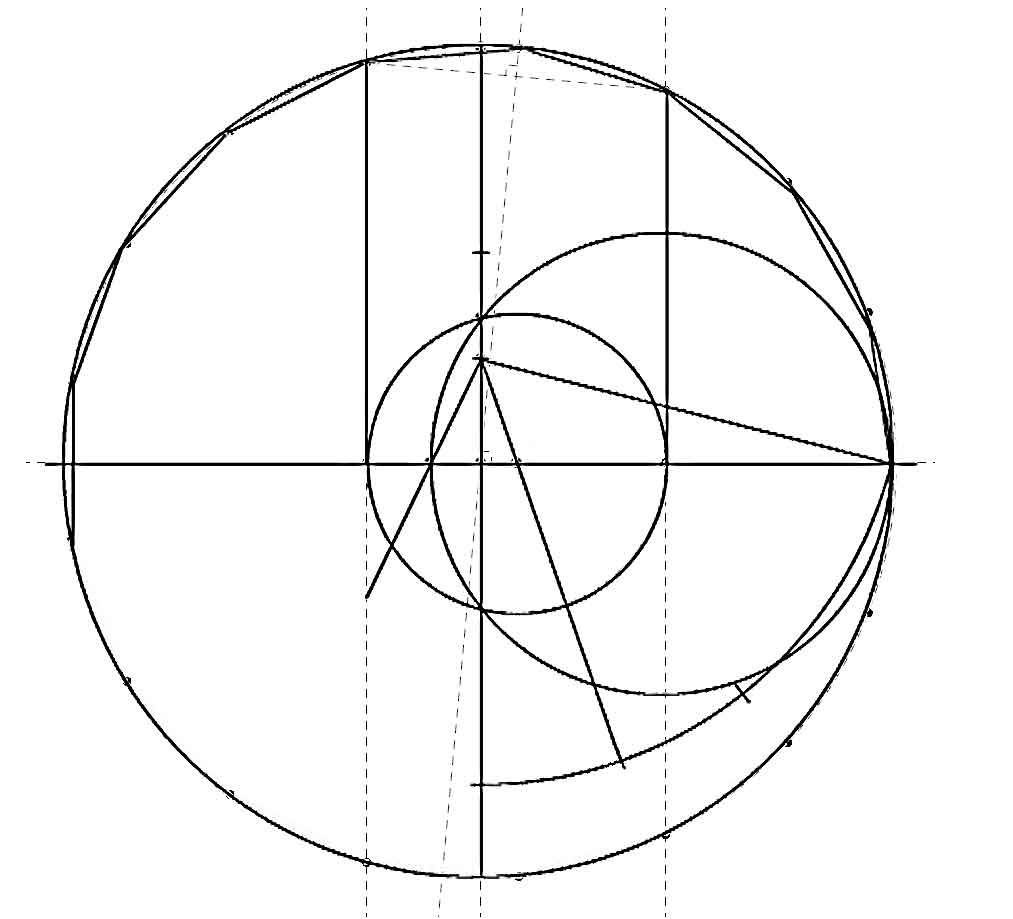
Construcció amb regle i compàs de l'heptadecàgon, el polígon regular de 17 costats

El següent nombre primer de Fermat és disset. Correspon a l'heptadecàgon, el polígon regular de disset costats. Si bé la lògica precedent s'aplica amb el mateix èxit, els càlculs són no obstant quelcom més complexos. El polinomi a factoritzar és ara de grau setze. En conseqüència, aquest cas no havia estat tractat abans d'una comprensió profunda dels polinomis ciclotòmics. L'aspecte de càlcul de la resolució del problema és innegable, en canvi sembla relativament limitat per una equació de grau setze sense arrel evident o múltiple.
El mètode de resolució que es proposa aquí no segueix pas el camí de la teoria de Galois. Aquest grup és el grup cíclic d'ordre setze. Conté doncs tres subgrups no trivials. H1 és un subgrup en vuit elements, conté els múltiples de dos, H₂ conté els múltiples de quatre i H₃ conté dos elements el neutre i el múltiple de vuit, la mateixa observació que en el paràgraf precedent mostra que l'element no neutre correspon a l'aplicació conjugada. Els subcossos associats formen una cadena d'extensions estrictament encaixada tal que la dimensió d'un cos és de dos més que el cos precedent.
L'objectiu és llavors de trobar un generador de cada extensió en la precedent. La tècnica emprada anomenada dels períodes de Gauss és sempre la mateixa. Explicitem-la per a la primera extensió. Sigui m² el generador del primer grup (s'ha escollit m generador del grup de Galois), Considerem la suma dels vuit components successius de z la primera arrel primitiva, i la suma de les altres vuit arrels:
Llavors aquests dos elements són invariant pel generador m². A més, la seva suma és igual a -1 ja que és la suma de totes les arrels primitives. Són doncs de la forma u1 = a + b.r i u₂ = a - b.r on a i b són racionals i r el radical generador de l'extensió, ja que es tracta d'una extensió quadràtica. El seu producte és per tant racional. Se'n dedueix una equació del tipus P1[X] = 0 amb P1[X] un polinomi del segon grau.
Reiterant tres cops aquest mètode s'obté la solució.